# Aleksandar Radosavljević (ur. 1982)
Aleksandar Radosavljević cyr. Александар Радосављевић (ur. 13 stycznia 1982 w Kraljewie) – serbski piłkarz występujący na pozycji bramkarza. W latach 2002–2007 zawodnik klubu FK Čukarički, natomiast w latach 2007–2010 gracz Partizana Belgrad. Obecnie gracz Győri ETO.